# Ctenichneumon ultus
Ctenichneumon ultus là một loài tò vò trong họ Ichneumonidae.